# Răcăria
Răcăria è un comune della Moldavia situato nel distretto di Rîșcani di 1.883 abitanti al censimento del 2004

## Località
Il comune è formato dall'insieme delle seguenti località (popolazione 2004):
- Răcăria (1.425 abitanti)
- Ușurei (458 abitanti)